# Myopias delta
Myopias delta (лат.) — вид муравьёв рода Myopias (Formicidae) из подсемейства понерины (Ponerinae).

## Распространение
Океания, Папуа — Новая Гвинея, Busu River, около Lae.

## Описание
Среднего размера муравьи (около 0,4 см) желтовато-коричневого цвета.
Отличается следующими признаками: зубчатым базальным углом мандибулярного жевательного края, жвалы широкотреугольные; медиальный клипеальный выступ двузубчатый; глаза у рабочих мелкие с неотчётливыми фасетками, размеры тела мелкие для своего рода (общая длина тела рабочих TL от 3,9 до 4,1 мм, ширина головы HW от 0,68 до 0,70 мм; самки крупнее). Тело в основном гладкое и блестящее, с ямками-пунктурами. Формула щупиков рабочих 3,3.
Усики 12-члениковые. Мандибулы узкие и длинные, с клипеусом не соприкасаются, когда закрыты. Глаза самок расположены в передней боковой половине головы. Жвалы прикрепляются в переднебоковых частях передней поверхности головы. Медиальный клипеальный выступ прямой. Стебелёк между грудкой и брюшком состоит из одного членика (узловидного петиолюса) с округлой верхней частью. Брюшко с сильной перетяжкой на IV сегменте. Коготки задних ног простые, без зубцов на их внутренней поверхности. Голени задних ног с двумя шпорами (одной крупной гребневидной и другой простой и мелкой). Жало развито. Вид был впервые описан в 1983 году американскими мирмекологами Робертом Уайлли (Robert B. Willey, The University of Illinois at Chicago Circle, Чикаго, США) и Уильямом Брауном (William L. Brown, Department of Entomology, Корнеллский университет, Итака, США), а его валидный статус был подтверждён в ходе ревизии, проведённой в 2015 году мирмекологами R.S. Probst (Museu de Zoologia, Universidade de São Paulo, Сан-Пауло, Бразилия), B. Guénard  и B.E. Boudinot (University of California, Davis, Калифорния, США).